# Cháy bỏng dưới ánh mặt trời
Cháy bỏng dưới ánh mặt trời (tiếng Nga: Утомлённые солнцем, tiếng Pháp: Soleil trompeur) là một bộ phim của đạo diễn Nikita Mikhalkov.

## Ê-kíp
| Diễn viên            | Thủ vai                  |
| -------------------- | ------------------------ |
| Oleg Menshikov       | Mitya                    |
| Nikita Mikhalkov     | Sư trưởng Sergey Kotov   |
| Ingeborga Dapkunayte | Marusia                  |
| Nadezha Mikhalkova   | Nadya                    |
| Nina Arkhipova       | Yelena Mikhaylovna       |
| Vladimir Ilyin       | Kirik                    |
| Alla Kazana          | Lydia Stepanovna         |
| Svetlana Kryuchkova  | Mokhova                  |
| Avangard Leontyev    | Tài xế                   |
| Yevgeny Mironov      | Trung úy tăng thiết giáp |
| Vyacheslav Tikhonov  | Vsevolod Konstantinovich |
| Lyubova Rudneva      | Lyuba                    |
| Inna Ulyanova        | Olga Nikolayevna         |
| Andre Umansky        | Filipp                   |
| Vladimir Ryabov      | Sĩ quan NKVD             |
| Vladimir Belousov    | Nhân viên NKVD           |
| Aleksey Pokatilov    | Nhân viên NKVD           |
| Marat Basharov       | Nhân viên NKVD           |

## Vinh danh
- Giải thưởng phim ngoại ngữ xuất sắc hay nhất - Oscar (1994)
- Giải thưởng đặc biệt của Hội đồng giám khảo - LHP Cannes lần thứ XLVII (1994)
- Giải nhất Con báo vàng - LHP Quốc tế Baltic tại Kaliningrad (1994)
- Giải thưởng tôn vinh dành cho phim truyện hay nhất Liên bang Nga (1994)
- Giải thưởng cấp Nhà nước Liên bang Nga (1994)